# Титриметричен анализ
Титриметричният (обемен) анализ или титруване е раздел на количествения химичен анализ, при който за количеството на дадено вещество се съди по обема на течен реактив (разтвор на друго вещество с известна концентрация, с който дадена проба от веществото взаимодейства), реагиращ в съответно съотношение. Количеството на анализираното вещество се определя чрез намиране на обема на реактива. Обемът се измерва чрез добавяне на реактива с бюрета. Еквивалентната точка на реакцията се установява с помощта на подходящ индикатор или чрез електрометрични уреди. Титриметричният анализ се дели на неутрализационен анализ, утаечен анализ и окислително-редукционен анализ
Основни понятия в обемния анализ:
Титрант – реактивът, който се внася в разтвора на аналита. Концентрацията на разтвора е точно определена до 4-тия знак след десетичната запетая, нарича се още стандартен разтвор.
Титруване – прибавяне на титранта към анализираната проба на капки с помощта на бюрета.
Термините титрант, титруване произлизат от понятието титър (Т). Това е величина, изразяваща количеството разтворено вещество в грамове, съдържащо се в 1 ml.
Формула: Т = m/V [g/ml]
Еквивалентен пункт – моментът от процеса на титруване, в който количеството на прибавения титрант е точно еквивалентно на количеството на определяното вещество.
Еквивалентният пункт може да се установи визуално по появата на цветно съединение или утайка, а когато разтворите са безцветни  – с помощта на индикатори.
Видове индикатори – фенол-фталейн, скорбяла, метилоранж, ериохром, Черно Т.
Аликвотна част – малък точно определен обем от разтвора.
Аналитът се нарича още титроустановител.
Това са химически чисти вещества, които не поемат влага от въздуха, СО2 и не се окисляват. Най-често това са: оксалова киселина C2H2O4, динатриев карбонат Na2CO3 и др.